# Apalachicola (Floryda)
Apalachicola – miasto w Stanach Zjednoczonych, w stanie Floryda, siedziba administracyjna hrabstwa Franklin.